# Pleuronichthys ritteri
Espèce
Statut de conservation UICN

 LC  : Préoccupation mineure
Pleuronichthys ritteri est une espèce de poissons appartenant à la famille des Pleuronectidae.

## Distribution

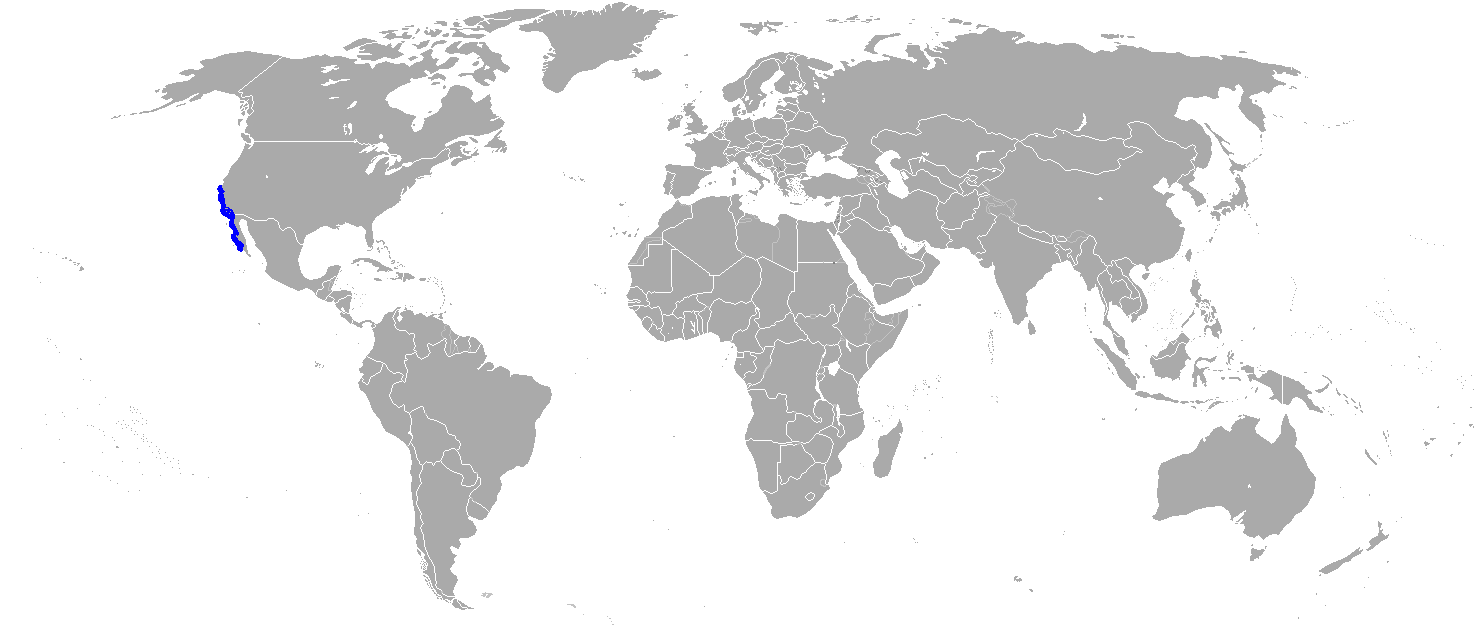
Carte de répartition.